# Возвратный платёж
Возвратный платёж или чарджбэк (англ. chargeback) — возврат денег плательщика. Вид императивной гражданской ответственности банков и других финансовых организаций за факт поставки, которая возлагается на них международными платёжными системами.
Основными случаями применения данной процедуры являются:
- товар или услуга были оплачены, но не были получены;
- был доставлен не тот товар, который был заказан, или был доставлен бракованный товар, после чего был произведен возврат товара, но уплаченная за него сумма не была возвращена продавцом;
- была списана сумма, превышающая указанную цену товара или услуги;
- сумма была списана по ошибке, включая повторное ошибочное списание.

Правила международных платёжных систем предусматривают процедуру опротестования транзакции банком-эмитентом (в целях защиты прав плательщика), при которой сумма платежа безакцептно списывается с получателя (банка-эквайера) и возвращается плательщику, после чего обязанность доказательства истинности транзакции возлагается на получателя. Технология возврата платежа используется в системах взаиморасчётов по пластиковым картам.
В случае отсутствия средств или невозможности (в частности, при банкротстве) средства возвращаются и формируется задолженность перед банком-эквайэром.
В праве России чарджбэк урегулирован лишь частично, но применяется в рамках обязательств, взятых на себя участниками международных платёжных систем, возврата платежей отправленных на международные инвестиционные платформы под различными предлогами. Процедура чарджбека может быть сложной и длительной, но она предоставляет реальную возможность вернуть утраченные средства. Важно действовать как можно быстрее после обнаружения мошенничества, так как сроки подачи заявления на чарджбек могут быть ограничены (обычно от 30 до 120 дней с момента транзакции, в зависимости от правил конкретной платежной системы). .